# 1927 في فرنسا
فيما يلي قوائم الأحداث التي وقعت خلال عام 1927 في فرنسا.

## رياضة
- 1 يناير – سباق طواف فرنسا 1927 الفائزون موريس دي وايل، نيكولا فرانتز، Julien Vervaecke [الإنجليزية]‏.
- 17 أبريل – سباق باريس روبيه 1927 الفائزون تشارلز باليسر، Joseph Curtel [الإنجليزية]‏، Georges Ronsse [الإنجليزية]‏.

## كتب
من الكتب التي صدرت هذه السنة في فرنسا:
- 1 يناير – تيريز ديكيرو من تأليف فرنسوا مورياك.
- 1 مايو – الرجل ذو بشرة العنزة من تأليف موريس لوبلان.
- 1 سبتمبر – الآنسة ذات العيون الخضراء من تأليف موريس لوبلان.

## مواليد

### يناير
- 1 يناير – موريس بيجار
- 24 يناير – غابرييل فاهانيان

### فبراير
- 7 فبراير – جولييت غريكو
- 21 فبراير – هوبير دو جيفنشي مصمم أزياء فرنسي.
- 24 فبراير – إيمانويل ريفا ممثلة فرنسية.

### مارس
- 2 مارس – روجر والكووياك دراج فرنسي.
- 7 مارس – فيليب كلاي
- 14 مارس – فيليب لومير

### أبريل
- 9 أبريل – الحبيب بورقيبة الابن سياسي تونسي.
- 18 أبريل – شارل باسكوا سياسي فرنسي.

### مايو
- 5 مايو – مايك والتر لاعب كرة قدم فرنسي.
- 16 مايو – ماركو بيرين ممثل فرنسي.
- 18 مايو – فرنسوا نوريسييه كاتب فرنسي.
- 24 مايو – كلود أبيه لاعب كرة قدم فرنسي.

### يوليو
- 13 يوليو – سيمون فاي سياسية فرنسية.

### سبتمبر
- 13 سبتمبر – موريس لافون لاعب كرة قدم فرنسي.

### ديسمبر
- 12 ديسمبر – أندريه ألموند كاتب فرنسي.
- 25 ديسمبر – جاك بيلينجيه درّاج طريق فرنسي.

## وفيات

### يناير
- 1 يناير – ماريوس ري (مواليد 1836) رسام فرنسي.

### فبراير
- 2 فبراير – غوستاف هنري بوناتي (مواليد 1873) عالم نبات فرنسي.

### أبريل
- 15 أبريل – غاستون ليرو (مواليد 1868) كاتب فرنسي.

### يوليو
- 7 يوليو – إميل كوست (مواليد 1862) مسايف فرنسي.
- 29 يوليو – لويز أبيما (مواليد 1858)